# Petit-Canal
Petit-Canal, llamada en criollo Ti Kannal, o O Kannal  es una comuna francesa situada en el departamento de Guadalupe, de la región de Guadalupe. 
El gentilicio francés de sus habitantes es Canaliens y Canaliennes.

## Situación
La comuna está situada en el norte de la isla guadalupana de Grande-Terre.

## Toponimia
Fundada como parroquia en 1740 y con el nombre de Mancenillier  a causa de la gran cantidad de Manzanillas de la muerte  (mancenillier en francés) que había en sus terrenos,  pasó a denominarse de la actual manera en 1827 cuando se creó un pequeño canal entre Morne-à-l'Eau y dicha comuna.

### Barrios y/o aldeas
Besnard, Chabert, Charopin, Dadoud, Delisle, Dévarieux, Duval, Gaschet, Godet, Gros-Cap, Gruet, Lagarde, Le Papillon, Le Pavillon, Les Mangles, Lubeth, Maisoncelles, Rougeole, Saint-Julien, Sainte-Amélie, Sainte-Élise, Sainte-Geneviève, Sargenton, Vermont, Vieux-Blanchet y Zénon.

### Demografía
| Gráfica de evolución demográfica de Petit-Canal entre 1961 y 2012 |
|                                                                   |

Fuente: Insee

### Comunas limítrofes
| Noroeste: Port-Louis   | Norte: Anse-Bertrand | Noreste: Mar Caribe |
| Oeste: Mar Caribe      |                      | Este: Mar Caribe    |
| Suroeste Morne-à-l'Eau | Sur: Morne-à-l'Eau   | Sureste: Le Moule   |